# Samsung Galaxy S23
Samsung Galaxy S23 è una linea di smartphone con sistema operativo Android, realizzata e progettata dalla Samsung Electronics facente parte della serie Samsung Galaxy S, presentato ufficialmente il 1º febbraio 2023 durante l’evento Unpacked insieme ad altri dispositivi.  Comprende i modelli, in ordine crescente di prezzo, S23 FE (uscito sul mercato nel dicembre 2023), S23, S23+, S23 ULTRA. Quest'ultimo è il secondo Galaxy della serie S che include la S Pen direttamente nella scocca, sostituendo cosi la serie Note, ormai dismessa.

## Descrizione e specifiche
La linea Samsung Galaxy S23 comprende i modelli di punta Galaxy S23 e Galaxy S23+, che dispongono entrambi di un display di risoluzione 2340x1080 pixel e una fotocamera da 50 megapixel con una risoluzione di 8165x6124 pixel e la capacità di registrare video in 8K alla risoluzione di 7680x4320 pixel.Invece, il Samsung Galaxy S23 Ultra dispone di un grande display di una risoluzione da 3080x1440 pixel e una fotocamera da 200 megapixel con una risoluzione di 12000x9000 pixel e la capacità di registrare video in 8K alla risoluzione di 7680x4320 pixel.
Secondo il produttore, la S23 Series riceverà 5 anni di patch di sicurezza e 4 anni di major updates, al momento sono aggiornati con Android 15 e OneUI 7.0.